# Nekrasivka, Bahciîsarai
Nekrasivka (în ucraineană Некрасівка) este un sat în comuna Tinîste din raionul Bahciîsarai, Republica Autonomă Crimeea, Ucraina.

## Demografie
Componența lingvistică a localității Nekrasivka
     Rusă (83%)
     Tătară crimeeană (12,1%)
     Ucraineană (2,59%)
Conform recensământului din 2001, majoritatea populației localității Nekrasivka era vorbitoare de rusă (83%), existând în minoritate și vorbitori de tătară crimeeană (12,1%) și ucraineană (2,59%).